# Wawrzyniec Staliński
Wawrzyniec Staliński (ur. 28 lipca 1899 w Wildzie lub w Poznaniu, zm. 3 czerwca 1985 we Wrocławiu) – polski piłkarz występujący na pozycji napastnika, reprezentant Polski w latach 1922–1928, olimpijczyk.

## Charakterystyka
Charakteryzował się silną budową ciała, wielką sprawnością fizyczną, przebojowością i ofensywnym stylem gry. Perfekcyjnie opanował sztukę zdobywania bramek. Dzięki tym cechom był przez długie lata "królem strzelców" w klubie i czołowym snajperem tak w lidze, jak i w reprezentacji. Był napastnikiem, który potrafił zagrać na pozycji kierownika ataku, tak na łączniku, jak i na pozycji skrzydłowego. To w dużej mierze jego widowiskowa gra, ściągała tłumy kibiców na stadiony całej Polski.

## Kariera klubowa

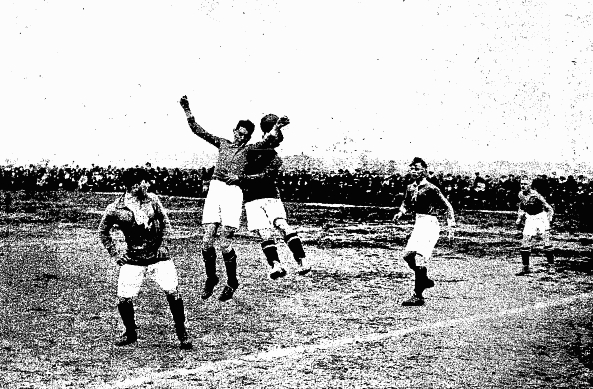
Wawrzyniec Staliński uderza głową podczas meczu Warty z Ostrowią w 1922 roku.

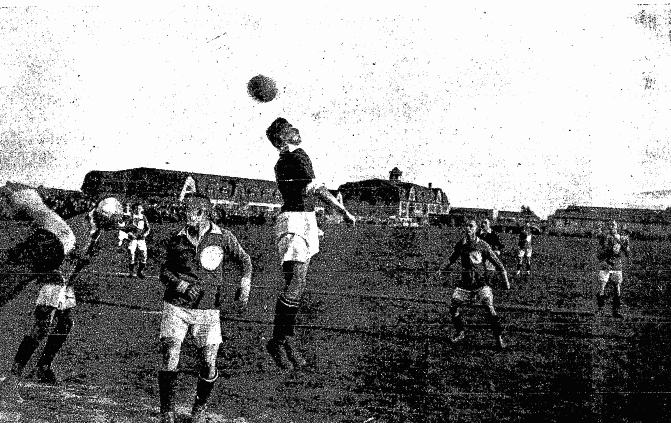
Mecz Sokół Toruń v Warta Poznań w 1922 roku, Staliński uderza głową

Był krótko zawodnikiem Sparty Poznań, następnie Posnanii Poznań. W 1919 roku zasilił szeregi Warty Poznań, pozostając temu klubowi wierny do końca kariery. Rozegrał najwięcej meczów i strzelił najwięcej goli spośród piłkarzy Warty biorących udział w rozgrywkach mistrzostw Polski w latach 1921–1926. Walnie przyczynił się do zdobycia przez Wartę tytułu wicemistrza Polski w latach 1922 i 1925 oraz trzecich lokat w dwóch innych edycjach mistrzostw Polski. W rozgrywkach ligowych, w których brał udział w latach 1927–1930, nadal pozostawał filarem drużyny „zielonych”. Zdobył pierwszego ligowego gola dla Warty 10 kwietnia 1927, podczas spotkania z ŁKS w Łodzi. Był współautorem wywalczenia trzeciej lokaty w roku 1927, tytułu wicemistrza Polski w 1928 r. oraz pierwszego w dziejach klubu tytułu mistrza Polski w 1929 r. Należał do najlepszych piłkarzy w całej historii klubu. 19 sierpnia 1928 roku w meczu przeciwko TKS Toruń (2:2) wystąpił po raz 300 w barwach Warty. Ogółem rozegrał w drużynie Warty 374 spotkania, w tym co najmniej 83 w ekstraklasie.

## Kariera reprezentacyjna
W drużynie narodowej zadebiutował 3 września 1922 roku w Czerniowcach w meczu z Rumunią (1:1). Był rezerwowym na Igrzyskach Olimpijskich w Paryżu w 1924 roku. Ogółem w reprezentacji w 13 spotkaniach zdobył 11 bramek. Zagrał też w jednym meczu uznanym za nieoficjalny (23 maja 1925 z Czechosłowacją). Był pierwszym polskim zawodnikiem w historii reprezentacji, który zdobył trzy gole w jednym meczu (08.08.1926 z Finlandią). Ostatnie spotkanie w reprezentacji rozegrał 27 października 1928 roku w Pradze w meczu z Czechosłowacją (3:2).

### Mecze w reprezentacji
| L.p. | Data                 | Miejsce            | Miejsce    | Gospodarz      | Wynik | Gość      | Mecz       | Uwagi           | Źródło |
| L.p. | Data                 | Stadion            | Miasto     | Gospodarz      | Wynik | Gość      | Mecz       | Uwagi           | Źródło |
| ---- | -------------------- | ------------------ | ---------- | -------------- | ----- | --------- | ---------- | --------------- | ------ |
| 1.   | 3 września 1922      | Maccabi            | Czerniowce | Rumunia        | 1:1   | Polska    | towarzyski |                 | [ 5 ]  |
| 2.   | 23 września 1923     | Töölön Pallokenttä | Helsinki   | Finlandia      | 5:3   | Polska    | towarzyski | Gol · Gol       | [ 6 ]  |
| 3.   | 25 września 1923     | Centralny Kalevi   | Tallinn    | Estonia        | 1:4   | Polska    | towarzyski | Gol             | [ 7 ]  |
| 4.   | 1 listopada 1923     | Cracovii           | Kraków     | Polska         | 2:2   | Szwecja   | towarzyski | Gol · Gol       | [ 8 ]  |
| 5.   | 18 maja 1924         | Olimpijski         | Sztokholm  | Szwecja        | 5:1   | Polska    | towarzyski |                 | [ 9 ]  |
| 6.   | 31 sierpnia 1924     | Üllői út           | Budapeszt  | Węgry          | 4:0   | Polska    | towarzyski |                 | [ 10 ] |
| 7.   | 30 sierpnia 1925     | Töölön Pallokenttä | Helsinki   | Finlandia      | 2:2   | Polska    | towarzyski | Gol             | [ 11 ] |
| 8.   | 2 września 1925      | Centralny Kalevi   | Tallinn    | Estonia        | 0:0   | Polska    | towarzyski |                 | [ 12 ] |
| 9.   | 1 listopada 1925     | Cracovii           | Kraków     | Polska         | 2:6   | Szwecja   | towarzyski |                 | [ 13 ] |
| 10.  | 8 sierpnia 1926      | Warty              | Poznań     | Polska         | 7:1   | Finlandia | towarzyski | Gol · Gol · Gol | [ 14 ] |
| 11.  | 20 sierpnia 1926     | Hungária körúti    | Budapeszt  | Węgry          | 4:1   | Polska    | towarzyski | Gol             | [ 15 ] |
| 12.  | 1 lipca 1928         | 1.FC Katowice      | Katowice   | Polska         | 2:1   | Szwecja   | towarzyski | Gol             | [ 16 ] |
| 13.  | 27 października 1928 | Letnà              | Praga      | Czechosłowacja | 3:2   | Polska    | towarzyski |                 | [ 17 ] |

## Po zakończeniu kariery
Po zakończeniu kariery piłkarskiej, został cenionym sędzią ligowym. W latach 1931–1939 prowadził jako arbiter 21 spotkań ekstraklasy. W roku 1937 wybrano go kapitanem sportowym POZPN. W czasie wojny był więźniem KL Auschwitz. Po wojnie wycofał się z czynnego życia sportowego. Los swój związał na długie lata z Wrocławiem, "piłka pozostała dla niego tylko wspomnieniem i okazją do westchnień: dawniej to się gole strzelało! ". Pochowany jest na Cmentarzu Grabiszyńskim.

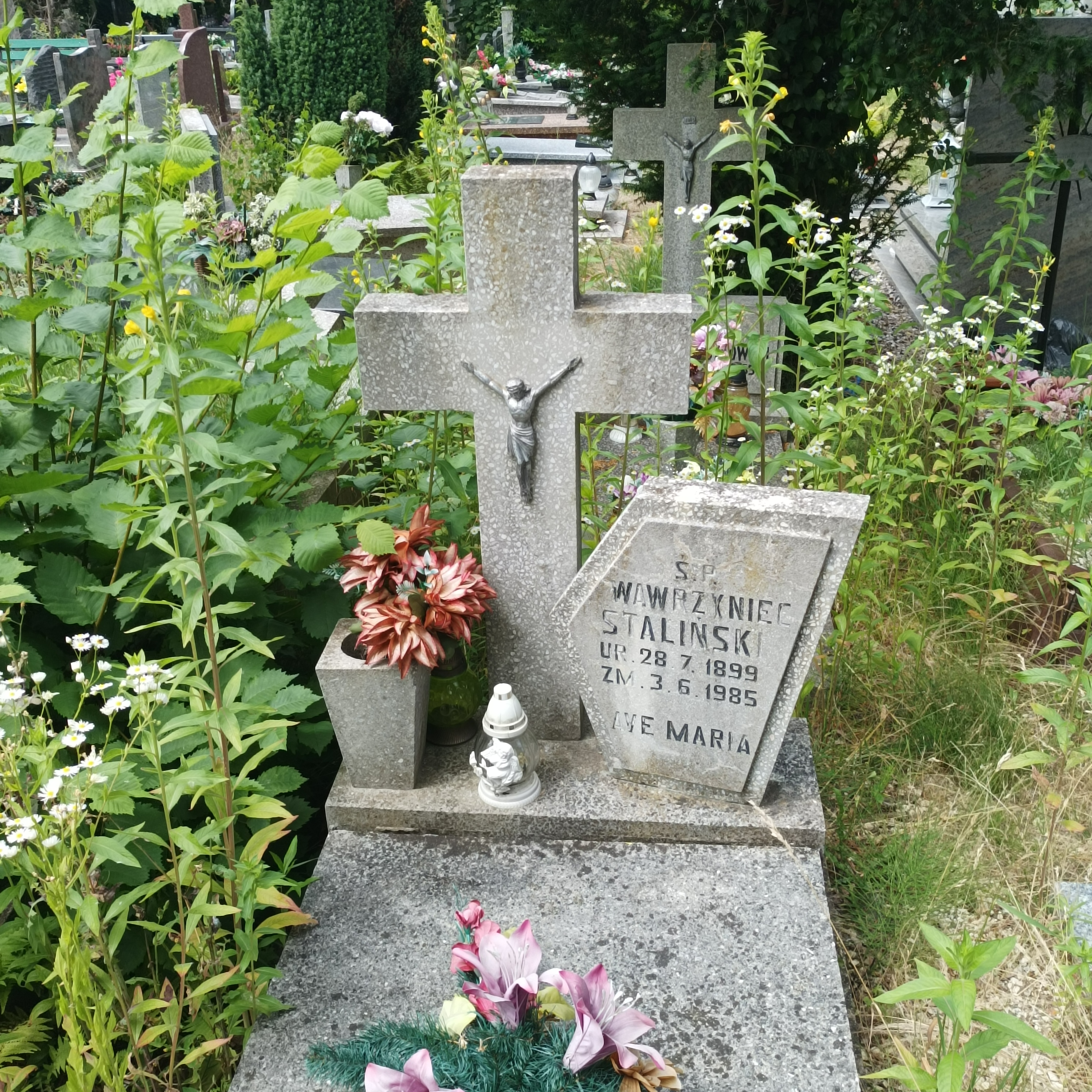
Grób Wawrzyńca Stalińskiego na Cmentarzu Grabiszyńskim

## Ordery i odznaczenia
- Srebrny Krzyż Zasługi (19 marca 1931)[19]